# Ана Вентура
Ана Аврам Венту̀ра е член на ционистката организация „Макаби“ и съратничка в РМС на Тинка Джанин. Дъщеря е на известния и богат русенски фабрикант, евреина Аврам Вентура, съсобственик на фабриките "Жити", "Труд" и съдружник на банкера Ив. Буров. Макар че произхожда от много богато семейство, под влиянието на своя годеник-ремсист Изидор Айзнер (умирял от туберкулоза във Варненския затвор) Ана миинава в нелегалност. Тя се присъединява към комунистическата съпротива.
Ана се укривала из града. Била издирвана от полицията, но неуспешно. Тя имала фалшива лична карта и ходела свободно по улиците на Русе. Хората, които са я познавали, не са я предавали, въпреки обявената награда. След като е обявена за издирване, баща ѝ е арестуван и тормозен, за да предаде дъщеря си, но той не знаел къде е тя. Трябвало да повика еврейски адвокат, който да го освободи от ареста, след което чрез Държавния вестник се отказвал от дъщеря си. Адвокатът му взел 50 000 лева, уж искани от градоначалника за освобождаването му. Оказва се обаче, че адвокатът е дал на градоначалника само 5-6 хиляди лева, а останалите е взел за себе си.  

## Дейност
Член и секретар на Окръжния комитет на РМС в Русе, а от края на 1942 година – на Окръжния комитет на БРП, отговорник за РМС. Участва в подривни и терористични акции, подкупва полицаи и извършва саботаж във фабрика „Жити“. Преоблечена като кадъна с фередже, тя обикаля ремсовите групи в селата около Русе и организира въоръжени бойни чети. За годините, в които живее, Ана Вентура е един от водачите на комунистическото движение в Русенска област.

## Смърт
През зимата на 1944 година Ана Вентура се скрива в хотел „Метропол“, но е предадена от своята фризьорка. Ранена е смъртоносно при престрелка с полицията, при която биват убити също нелегалните Тотю Тотев, снаха му Цветанка Чампоева и двегодишният ѝ син Николчо.  На убийците на 18-годишната особено опасна комунистическа терористка е организиран банкет и са изплатени големи парични премии. Радостта им не трае дълго, всички до един заедно с предателката са разстреляни веднага след 9 септември 1944 г. при правителството на Отечествения фронт.
След смъртта на Ана майка ѝ полудява от скръб. Цялата фамилия Вентура емигрира в Израел след национализацията на предприятията им. Бащата на Ана, заедно с брат си впоследствие се изселва в Аржентина, където основава първите металообработващи предприятия и става крупен промишлен магнат. След пенсионирането си основава благотворителна фондация, която субсидира първия превод на стиховете на Яворов на испански език. Подкрепя също фондацията „Знаме на мира“ и е удостоен с орден по инициатива на Людмила Живкова. През 1985 г. изявява желание да посети България, което стимулира Русенската община след 40-годишно забавяне срочно да издигне паметен знак – бюст на Ана Вентура. Междувременно поради инфаркт посещението се отлага, а бюстът е премахнат през 1994 г.
В Тутракан има улица на нейно име. 